# Las Llanas (Herrera)
Las Llanas es un corregimiento del distrito de Los Pozos en la provincia de Herrera, República de Panamá. La población tiene 599 habitantes (2010).